# آلبا روئدا
آلبا روئدا (به انگلیسی: Alba Rueda) (زاده ۷ آوریل ۱۹۷۶) یک سیاستمدار اهل آرژانتین است.
او یک زن ترنس است. او اولین فرد آشکار تراجنسی است که در دولت آرژانتین و در زمان ریاست جمهوری آلبرتو فرناندز صاحب منصب شد.